# هانز خياري
هانز خياري (بالألمانية: Hans Chiari)‏ (4 سبتمبر 1851- 6 مايو 1916) أخصائي علم أمراض نمساوي، من مواليد فيينا. هانز هو ابن طبيب النساء جوهان بابتيست خياري (1817-1854)، وشقيق طبيب الحنجرة أوتوكار خياري (1853 1918).

## سيرته الذاتية
درس خياري الطب في فيينا، حيث كان مساعداً لكارل فريهر فون روكيتانسكي (1804- 1878) وريتشارد لاديسلاوس هيشل (1824-1881). حصل على تأهيله في علم الأمراض التشريحي في عام 1878، وفي غضون سنوات قليلة، أصبح أستاذاً مشاركاً في جامعة براغ (جامعة تشارلز حاليًا). أشرف على متحف علم الأمراض التشريحي في براغ؛ وانتقل إلى جامعة ستراسبورغ بمنصب أستاذ علم الأمراض التشريحي في عام 1906.
تعاملت أبحاث خياري إلى حد كبير مع فحوصات تشريح الجثة، ونتجت معظم كتاباته العديدة عن التشريح. وصف خياري حالة تشوه المخيخ وجذع الدماغ عند الأطفال الذين يعانون من فتق النخاع الشوكي في تسعينيات القرن التاسع عشر. عُرفت هذه الظاهرة فيما بعد باسم «تشوه أرنولد- خياري»، إذ سمي على اسم خياري وأخصائي علم الأمراض الألماني يوليوس أرنولد (1835- 1915). أطلق اثنان من طلاب الطبيب أرنولد على التشوه هذا الاسم في عام 1907.
يوجد مصطلح طبي آخر سمي على اسم خياري، وهو متلازمة بود- خياري، وهو استسقاء وتشمع الكبد الناجم عن انسداد الأوردة الكبدية بسبب جلطة دموية؛ وقد سُمي على اسم خياري بالتشارك مع الطبيب البريطاني جورج بود (1808-1882). أخيرًا، يُعرف خياري أيضًا بسب وصفه لـ «شبكة خياري»، وهي بقايا جنينية موجودة في الأذين الأيمن، ونُشر عنها لأول مرة في عام 1897.